# Liste der Kulturdenkmäler auf ehemaligem Hamburger Gebiet
Die folgende Liste enthält Denkmäler auf ehemaligem Gebiet der Freien und Hansestadt Hamburg, die während der Zugehörigkeit zum Hamburger Staatsgebiet nach dem dortigen Denkmalschutzgesetz geschützt waren. Die aktuelle Hamburger Denkmalliste enthält weiterhin auch die bis 1937 eingetragenen Bau- und Bodendenkmale von Cuxhaven, den damals anliegenden Gemeinden und Geesthacht, die infolge des Groß-Hamburg-Gesetzes in die Zuständigkeit der Denkmalbehörden des Landes Preußen gelangten (darunter auch die erste Eintragung der Liste) und daher 1937 einen Löschvermerk erhielten.
Hinweis: Die Reihenfolge der Denkmäler in dieser Liste orientiert sich an der Denkmallistennummer und ist alternativ nach Stadtteilen, Straße oder Beschreibung sortierbar.
Basis ist die Denkmalliste des Denkmalschutzamtes Hamburg (Stand: 21. November 2012).
| lfd. Nr. | Adresse                                              | Kurzbeschreibung | Eintragung | Löschung   | Stadt/-teil            | Bild |
| -------- | ---------------------------------------------------- | --- | ---------- | ---------- | ---------------------- | ---- |
| 1        | Sahlenburger Gebiet zwischen Brockeswalde und Duhnen | Erdhügel, 23 Meter hoch, vermutlich ein Hünengrab, später von 1695 bis 1819 diente die Anhöhe als Hochgerichtsstätte des Amtes, der Berg diente auch als Landmarke für Seefahrer und ist wichtig für Vermessungen | 03.08.1921 | 26.01.1937 | Cuxhaven-Sahlenburg    |      |
| 5        | Geesthacht                                           | Kirche St. Salvatoris in Geesthacht | 09.09.1921 | 26.01.1937 | Geesthacht             |      |
| 22       | Groden                                               | St.-Abundi-Kirche | 06.12.1922 | 26.01.1937 | Cuxhaven-Groden        |      |
| 23       | Döse                                                 | St.-Gertrud-Kirche nebst Friedhof | 06.12.1922 | 26.01.1937 | Cuxhaven-Döse          |      |
| 24       | Ritzebüttel                                          | Martinskirche in Cuxhaven | 06.12.1922 | 26.01.1937 | Cuxhaven (Ritzebüttel) |      |
| 43       | Cuxhaven                                             | Hamburger Leuchtturm an der Alten Liebe Cuxhaven | 02.05.1924 | 26.01.1937 | Cuxhaven               |      |
| 45       | Cuxhaven                                             | Schloss Ritzebüttel und der Schlosspark in Cuxhaven | 02.05.1924 | 26.01.1937 | Cuxhaven               |      |
| 47       | Sahlenburg bei Cuxhaven                              | Umgebung des Galgenberges | 07.05.1927 | 26.01.1937 | Cuxhaven-Sahlenburg    |      |
| 71       | Sahlenburg                                           | der Kahle Berg in Sahlenburg, belegen auf den Parzellen 104 und 105 | 30.03.1929 | 26.01.1937 | Cuxhaven-Sahlenburg    |      |
| 72       | Sahlenburg                                           | Hügelgrab in Sahlenburg, belegen auf der Parzelle 731 | 30.03.1929 | 26.01.1937 | Cuxhaven-Sahlenburg    |      |
| 73       | Berensch/Orstedt (wohl Oxstedt)                      | der kleine Helmersberg, belegen auf der Grenze zwischen den Parzellen 785 in Berensch und 896 in Orstedt -(wohl Übertragungsfehler: Oxstedt)                                                                      | 30.03.1929 | 26.01.1937 | Cuxhaven-Berensch      |      |
| 74       | Berensch                                             | der große Helmersberg in Berensch, belegen auf der Parzelle 1145 | 30.03.1929 | 26.01.1937 | Cuxhaven-Berensch      |      |
| 75       | Berensch                                             | der sogenannte Klütenberg in Berensch, belegen auf der Parzelle 841 | 30.03.1929 | 26.01.1937 | Cuxhaven-Berensch      |      |
| 76       | Berensch                                             | der Burgwall in Berensch, belegen auf den Parzellen 841 und 765 | 30.03.1929 | 26.01.1937 | Cuxhaven-Berensch      |      |
| 77       | Berensch                                             | das Hügelgrab in Berensch, belegen auf der Parzelle 1146 | 30.03.1929 | 26.01.1937 | Cuxhaven-Berensch      |      |
| 78       | Berensch                                             | das Hügelgrab in Berensch, belegen auf der Parzelle 1147 | 30.03.1929 | 26.01.1937 | Cuxhaven-Berensch      |      |
| 79       | Berensch                                             | das Hügelgrab in Berensch, belegen auf der Parzelle 1148 | 30.03.1929 | 26.01.1937 | Cuxhaven-Berensch      |      |
| 80       | Berensch                                             | die in Berensch auf den Parzellen 790, 791 und 792 gelegenen 4 Hügelgräber | 30.03.1929 | 26.01.1937 | Cuxhaven-Berensch      |      |
| 81       | Berensch                                             | der Höpenberg in Berensch, belegen auf der Grenze der Parzellen 1103 und 1104 | 30.03.1929 | 26.01.1937 | Cuxhaven-Berensch      |      |
| 82       | Berensch                                             | zwei Hügelgräber in Berensch, belegen auf der Parzelle 1101 | 30.03.1929 | 26.01.1937 | Cuxhaven-Berensch      |      |
| 83       | Gudendorf                                            | das Hügelgrab in Gudendorf, zum Zeitpunkt der Eintragung belegen auf der Parzelle 623 | 30.03.1929 | 26.01.1937 | Cuxhaven-Altenwalde    |      |
| 84       | Gudendorf                                            | das Hügelgrab in Gudendorf, zum Zeitpunkt der Eintragung belegen auf der Parzelle 624 | 30.03.1929 | 26.01.1937 | Cuxhaven-Altenwalde    |      |
| 85       | Gudendorf                                            | das Hügelgrab in Gudendorf, zum Zeitpunkt der Eintragung belegen auf der Parzelle 625 | 30.03.1929 | 26.01.1937 | Cuxhaven-Altenwalde    |      |
| 86       | Stickenbüttel                                        | das Hirtenhaus in Stickenbüttel, Dorfstraße 16 | 30.03.1929 | 26.01.1937 | Cuxhaven-Stickenbüttel |      |
| 87       | Helmersberg (bei Altenwalde)                         | die Umgebung des großen Helmersberges in einem Umkreis von 100 Metern, von der Mitte des Hügels an gemessen | 30.03.1929 | 26.01.1937 | Cuxhaven-Altenwalde    |      |
| 88       | Berensch                                             | die Umgebung der vier Hügelgräber in Berensch, und zwar ein Teil der Parzellen 790, 791 und 792 in dem Umfange wie aus dem der Denkmalliste beigefügten Lageplan ersichtlich                                      | 30.03.1929 | 26.01.1937 | Cuxhaven-Berensch      |      |
| 95       | (Sahlenburg) Ritzebüttel                             | das Finkenmoor im Amte Ritzebüttel | 02.12.1930 | 26.01.1937 | Cuxhaven-Sahlenburg    |      |
| 96       | Gudendorf                                            | vier Hügelgräber mit Umgebung in Gudendorf, zum Zeitpunkt der Eintragung belegen auf der Parzelle 611 | 01.03.1933 | 26.01.1937 | Cuxhaven-Altenwalde    |      |
| 97       | Gudendorf                                            | der Schafstall mit Umgebung, zum Zeitpunkt der Eintragung belegen auf Parzelle 611 in Gudendorf | 01.03.1933 | 26.01.1937 | Cuxhaven-Altenwalde    |      |
| 98       | Gudendorf                                            | der Papenberg mit Umgebung in Gudendorf, zum Zeitpunkt der Eintragung belegen auf Parzelle 70 | 01.03.1933 | 26.01.1937 | Cuxhaven-Altenwalde    |      |
| 99       | Berensch                                             | der Hügel auf Parzelle 538 in Berensch | 01.03.1933 | 26.01.1937 | Cuxhaven-Berensch      |      |
| 100      | Spangen                                              | der Spangenberg auf Parzelle 107 in Spangen | 01.03.1933 | 26.01.1937 | Spangen                |      |
| 101      | Berensch                                             | die Grenzsäule auf Parzelle 966 in Berensch | 01.03.1933 | 26.01.1937 | Cuxhaven               |      |
| 104      | Ritzebüttel                                          | die Umgebung der als Baudenkmal geschützten Martinskirche in Ritzebüttel, und zwar die Parzellen 113, 114, 115, 123, 109 und 1057                                                                                 | 01.03.1933 | 26.01.1937 | Cuxhaven (Ritzebüttel) |      |
| 109      | Stickenbüttel                                        | der vorgeschichtliche Brunnen in Stickenbüttel | 01.03.1933 | 26.01.1937 | Cuxhaven-Stickenbüttel |      |